# John Harwood
John Harwood (1956) é um jornalista americano que é o corrente chefe de correspondência da CNBC e um escritor do The New York Times. Ele frequentemente aparece no Washington Week, um programa público da PBS.
Seu pai, Richard Harwood, era um reporter e escritor do The Washington Post.
John mora em Silver Spring, Maryland, com sua mulher e três filhos.